# Мишуваті
Мишуваті (Muroidea) — надродина гризунів (Glires) з ряду мишоподібних (Muriformes) — найбільша за видовим і родовим обсягом надродина сучасних ссавців. Вони тісно пов'язані з надродиною стрибакуваті (Dipodoidea), з якими утворюють підряд мишовидих (Myomorpha). Надродина охоплює понад 1700 видів у 343 родах. Мишуваті поширені в усьому світі, крім Антарктиди і на багатьох океанських островах. Вони займають різноманітні екосистеми, від сухих пустель до вологих тропічних лісів, від тундри і рідколісся помірного поясу до саван. Деякі види напівводні; інші живуть під землею; інші проводять все своє життя під пологом тропічних лісів.

## Фізичні характеристики
Статурою тварини значно відрізняються. Довжина тіла разом з хвостом становить від менше ніж 100 мм (і вагою 7–8 грамів) у Baiomys до 800 міліметрів і більше у Phloeomys і Cricetomys. Найбільшої ваги тіла досягає ондатра — 1,8 кг. Хвіст, як правило, тонкий і має рогові лусочки. Проте, так само, як вуха, очі і шерсть, він сильно варіює за зовнішнім виглядом. Чотири пазуристі пальці (великий палець малий і з нігтем) на передніх кінцівках, а задні кінцівки в більшості мають п'ять кігтистих пальців. Зубна формула, як правило: I 1/1, C 0/0, P 0/0, M 3/3 = 16. Число корінних зубів може бути зменшена.

## Поведінкові характеристики
Це в основному дрібні тварини з відносно коротким життям і швидким темпом розмноження. Більшість мишуватих стикаються з великою кількістю хижаків і, отже, не живуть більше, ніж рік чи два в дикій природі. Звички значно різняться — від нічних до денних, від деревних до рийних, від солітарних до колоніальних. Є мишуваті спеціалізовані для лазіння, закопування, плавання, і стрибків, а ті, що є універсалами, досить умілі у всьому вище переліченому. Щоб уникнути хижаків, знайти їжу і товаришів у мишуватих розвинулися гострі візуальні, акустичні, тактильні та хімічні чуття, але відносна значущість їх для кожного виду коливається в широких межах. Загальним у спілкуванні ссавців є використання феромонів, які широко використовуються мишуватими для відправлення й отримання сигналів про стан конкретної особини. Крім того, деякі спілкуються за допомогою звуків (включаючи ультразвуки) або вібрації. Звички харчування варіюються від справжніх всеїдних до універсальних травоїдних і до фахівців по споживанню комах, дощових черв'яків, підземних грибів, і навіть водних безхребетних. Багато видів, особливо рослиноїдних, зберігають надлишки їжі для подальшого використання. Хижаками для мишуватих є численні тварини з майже кожного класу хребетних — птахів, рептилій, амфібій, риб і ссавців. Стратегії уникнення хижаків включають приховування, біг, плавання, стрибання, лазіння і кусання. Є навіть такі, які при схопленні втрачають свої хвости щоб отримати собі достатньо часу для втечі. Lophiomys imhausi є унікальним у цьому плані видом, оскільки виділяє мускусний запах і може імітувати їжатця, шляхом використання жорстких, еректильних волосків.

## Екосистемні ролі
Деякі мишуваті можуть бути істотними видів в підтримці здоров'я лісів, завдяки їх ролі в поширенні мікоризних грибів або насіння. Деякі види є важливими запилювачами. Інші риють тунелі, при цьому створюючи середовище проживання для інших видів і аерацію ґрунту. Багато видів є життєво важливим джерелом харчування для широкого кола хижаків. Мишуваті підтримують безліч різних видів паразитів, таких як Ixodida, Acari, блохи, воші, оводи, нематоди, цестоди і трипаносоматиди. 
Нарешті, кілька видів мишуватих синантропні з людьми, населяють міста і населені пункти, спираючись на відходи людського виробництва, щоб вижити. Багато видів є корисними для людини, здійснюючи контроль чисельності комах-шкідників. Деякі з них є популярними домашніми тваринами. На інших полюють через м'ясо, шкури, або кістки (для традиційної медицини). Кілька видів грають істотну роль в медичних дослідженнях, які надзвичайно корисні для людини. З іншого боку деякі види мишуватих завдають значних збитків сільськогосподарським угіддям, продуктам, що зберігаються і предметам побуту. Інші мишуваті є резервуарами ряду небезпечних для людини захворювань.
Майже 26% видів мишуватих занесені в Червоний список МСОП як ті, що перебувають під загрозою зникнення(VU, EN, CR), включаючи 32 види на межі зникнення і 70 — види під загрозою вимирання. Багато з них є ендеміками, і їх обмежені площі проживання роблять їх особливо уразливими до руйнування і фрагментації місць проживання. 

## Родинний склад
Надродина включає 6 родин (за «Види ссавців світу, 2005»), 343 роди й 1788 видів (за Mammal Diversity Database):
- - родина Малабаркові (Platacanthomyidae) — кілька областей на півдні Індії, півдні Китаю і Північного В'єтнаму — 2 роди 6 видів
  - родина Сліпакові (Spalacidae) — гризуни Старого Світу — 7 родів 29 видів
- епіродина Muroidae:
  - родина Красавові (Calomyscidae) — поширені від зх. Пакистану, по всій території Афганістану й Ірану до пд.-зх. Сирії, й до пд. Туркменії — 1 рід 8 видів
  - родина Незомієві (Nesomyidae) — гризуни Африки на південь від Сахари, включаючи Мадагаскар — 22 роди 71 вид
  - родина Хом'якові (Cricetidae) — по всій Північній Америці, Південній Америці, Європі та більшості країн Азії — 149 родів 831 вид
  - родина Мишеві (Muridae) — на всіх континентах, крім Антарктиди і на багатьох океанських островах — 162 роди 843 види